# Alain Giroux
Pour les articles homonymes, voir Giroux.
 (novembre 2018).
Si vous disposez d'ouvrages ou d'articles de référence ou si vous connaissez des sites web de qualité traitant du thème abordé ici, merci de compléter l'article en donnant les références utiles à sa vérifiabilité et en les liant à la section « Notes et références ».
Alain Giroux né le 26 janvier 1942, à Troyes dans l'Aube et mort le 8 novembre 2018 à Montélimar dans la Drôme, est un guitariste français, pionnier de la musique ragtime, folk et blues dès les années 1960.

## Biographie
Alain Giroux découvre le blues acoustique en écoutant les disques de Big Bill Broonzy, Blind Lemon Jefferson, John Lee Hooker, Robert Johnson et se lance dans l'étude des différentes techniques de jeu utilisées par les guitaristes américains des années 1920 aux années 1940 qui sont à la base du fingerpicking actuel (exemple : - train story with bottleneck guitar picking).
Il débute en 1970 avec Bill Deraime et Jean-Jacques Milteau dans le groupe Backdoor Jugband. À la séparation de ce groupe, en 1973, il commence à tourner seul ou en duo avec Jean-Jacques Milteau à l'harmonica. Parallèlement aux tournées, dès les années 1980, il enseigne la guitare à Paris et anime de nombreux stages instrumentaux et publie des exemples d'improvisation, exercices et conseils pratiques destinés aux amateurs de blues picking. En 2009, il est toujours en tournée en duo avec le violoniste de blues Jean-Louis Mahjun. À partir de 2012, il tourne en duo avec l'harmoniciste Jean-Marc Henaux.

## Discographie
- Backdoor Jug Band, Pragmaphone
- Here & There Blues, CEZ 1006
- Giroux's, CEZ 1032
- 18 morceaux faciles, CEZ 1042
- Exhibition blues, CEZ 1076
- Meeting in the South avec J.-M. Henaux

### AvecJean-Louis Mahjun
- Double jeu
- Rencontre du deuxième type
- Jail Of Love
- Two For The Show

## Publications
- Le Blues Acoustique, Éd. Lemoine
- Le Blues Picking, Éd. Lemoine
- Jazz Picking, Éd. Lemoine

## Vidéos pédagogiques
- La guitare blues acoustique, vol.1
- La guitare blues acoustique, vol.2
- La guitare blues acoustique, vol.3